# Rutenbergiaceae
Rutenbergiaceae là một họ rêu trong bộ Hypnales.